# العرض (مسلسل قصير)
العرض (بالإنجليزية: The Offer) هو مسلسل قصير يتناول أسرار وكواليس فيلم العراب. المسلسل من بطولة مايلز تيلر، ماثيو جوود، جيوفاني ريبيسي، كولن هانكس، دان فوجلر، جونو تيمبل وبيرن جورمان. يتكون المسلسل من 10 حلقات وعرض على منصة باراماونت+ في الفترة من 28 أبريل 2022 حتى 16 يونيو 2022.

## وصلات خارجية
- العرض (مسلسل قصير) على موقع IMDb (الإنجليزية)
- العرض (مسلسل قصير) على موقع ميتاكريتيك (الإنجليزية)
- العرض (مسلسل قصير) على موقع روتن توميتوز (الإنجليزية)
- العرض (مسلسل قصير) على موقع كينوبويسك (الروسية)
- العرض (مسلسل قصير) على موقع ألو سيني (الفرنسية)
- العرض (مسلسل قصير) على موقع قاعدة بيانات الفيلم (الإنجليزية)